# 秀ノ花行秀
秀ノ花 行秀（ひでのはな ゆきひで、1965年2月10日 - ）は、山梨県韮崎市出身で放駒部屋（入門時は花籠部屋）に所属した元大相撲力士。本名は菊島 行秀（きくしま ゆきひで）。身長185cm、体重144kg。最高位は東十両5枚目（1988年7月場所）。得意技は右四つ、寄り。

## 人物
中学卒業後の1980年3月場所に花籠部屋へ入門。輪島に出会ったことがきっかけであり、山梨県からの新弟子自体が少ないことからもそれ以前はまさか自分が入門するとは思っていなかったという。同期生には関脇・琴富士（粂川を経て現・タレント）や幕下付出デビューで同部屋に入門した十両・花嵐（現・プロレスラーの大黒坊弁慶）がいる。入門から約8年後の1988年5月場所で新十両、この場所は11勝4敗の成績で同期生の琴富士と決定戦の末、いきなり新十両優勝を果たす。新十両優勝は1979年9月場所の琴千歳（引退後に世話人に転身、のち若者頭）以来約9年振りの快挙であった。翌7月場所は自己最高位に昇進し幕内を目指していたが、場所前に放駒部屋へ出稽古に来ていた当時日本大学4年生の山崎直樹（後の幕内大翔山）と稽古した際に左膝内側側副靱帯損傷の大怪我を負う。不幸なことに本場所中の怪我ではないので公傷制度が適用されず7月場所を無理をして出場したものの初日から10連敗し11日目から休場。翌9月場所から3場所連続で休場し番付を東三段目83枚目まで下げたが、復帰場所の1989年3月場所で三段目優勝を果たした。しかし怪我の後遺症が再発し同年11月場所から2場所連続休場、再度の復帰場所である1990年3月場所には番付を西序二段78枚目まで下げたがその場所では序二段優勝を果たし格の違いを見せた。その後も怪我と戦いながら懸命の土俵を務め、1992年3月場所には西幕下10枚目まで番付を戻したが、結局最後まで怪我の後遺症が響き十両復帰を果たせずに1994年3月場所限りで廃業した。なお、1990年11月場所より翌1991年7月場所まで関取経験者としては異例の弓取りを務めている。

## 主な戦績
- 生涯成績：294勝257敗53休 勝率.534
- 十両成績：11勝15敗4休 勝率.423
- 現役在位：85場所
- 十両在位：2場所
- 各段優勝
  - 十両優勝：1回（1988年5月場所）
  - 三段目優勝：1回（1989年3月場所）
  - 序二段優勝：1回（1990年3月場所）

### 場所別成績
| | 一月場所 初場所（東京）   | 三月場所 春場所（大阪）   | 五月場所 夏場所（東京） | 七月場所 名古屋場所（愛知） | 九月場所 秋場所（東京）   | 十一月場所 九州場所（福岡） |
| --- | ------------------------- | ------------------------- | ----------------------- | --------------------------- | ------------------------- | --------------------------- |
| 1980年 （昭和55年） | x                         | （前相撲）                | 西序ノ口25枚目 2–5      | 西序ノ口16枚目 6–1          | 西序二段77枚目 休場 0–0–7 | 西序ノ口筆頭 4–3            |
| 1981年 （昭和56年） | 西序二段98枚目 3–4        | 東序二段108枚目 5–2       | 西序二段76枚目 3–4      | 西序二段86枚目 4–3          | 東序二段62枚目 2–5        | 東序二段83枚目 4–3          |
| 1982年 （昭和57年） | 東序二段58枚目 5–2        | 西序二段8枚目 3–4         | 東序二段29枚目 6–1      | 東三段目58枚目 2–5          | 東三段目83枚目 3–4        | 東序二段10枚目 4–3          |
| 1983年 （昭和58年） | 東三段目78枚目 4–3        | 東三段目60枚目 4–3        | 西三段目42枚目 4–3      | 西三段目30枚目 3–4          | 西三段目46枚目 6–1        | 西三段目筆頭 2–5            |
| 1984年 （昭和59年） | 西三段目25枚目 5–2        | 東幕下59枚目 4–3          | 東幕下46枚目 2–5        | 東三段目10枚目 2–5          | 西三段目37枚目 4–3        | 西三段目22枚目 5–2          |
| 1985年 （昭和60年） | 東幕下54枚目 4–3          | 東幕下37枚目 4–3          | 西幕下25枚目 休場 0–0–7 | 東三段目6枚目 4–3           | 西幕下56枚目 5–2          | 西幕下35枚目 3–4            |
| 1986年 （昭和61年） | 東幕下49枚目 5–2          | 東幕下31枚目 6–1          | 東幕下14枚目 5–2        | 東幕下7枚目 1–6             | 西幕下32枚目 3–4          | 東幕下41枚目 5–2            |
| 1987年 （昭和62年） | 西幕下26枚目 4–3          | 西幕下18枚目 2–5          | 東幕下42枚目 4–3        | 西幕下33枚目 5–2            | 東幕下18枚目 4–3          | 東幕下10枚目 4–3            |
| 1988年 （昭和63年） | 東幕下7枚目 5–2           | 西幕下筆頭 4–3            | 西十両13枚目 優勝 11–4  | 東十両5枚目 0–11–4          | 西幕下3枚目 休場 0–0–7    | 西幕下43枚目 休場 0–0–7     |
| 1989年 （平成元年） | 西三段目23枚目 休場 0–0–7 | 東三段目83枚目 優勝 7–0   | 東幕下53枚目 2–5        | 西三段目16枚目 3–4          | 東三段目31枚目 3–4        | 西三段目47枚目 休場 0–0–7   |
| 1990年 （平成2年） | 東序二段8枚目 休場 0–0–7  | 西序二段78枚目 優勝 7–0   | 西三段目73枚目 5–2      | 東三段目43枚目 4–3          | 東三段目26枚目 3–4        | 西三段目37枚目 5–2          |
| 1991年 （平成3年） | 西三段目9枚目 5–2         | 西幕下48枚目 4–3          | 西幕下38枚目 2–5        | 東幕下59枚目 3–4            | 西三段目12枚目 5–2        | 東幕下50枚目 6–1            |
| 1992年 （平成4年） | 東幕下24枚目 5–2          | 西幕下10枚目 1–6          | 西幕下37枚目 3–4        | 西幕下45枚目 2–5            | 東三段目5枚目 5–2         | 東幕下43枚目 6–1            |
| 1993年 （平成5年） | 東幕下20枚目 1–6          | 東幕下46枚目 2–5          | 東三段目6枚目 5–2       | 西幕下44枚目 2–5            | 東三段目6枚目 3–4         | 西三段目20枚目 3–4          |
| 1994年 （平成6年） | 西三段目35枚目 2–5        | 西三段目68枚目 引退 1–6–0 | x                       | x                           | x                         | x                           |
| 各欄の数字は、「勝ち-負け-休場」を示す。 優勝 引退 休場 十両 幕下 三賞：敢=敢闘賞、殊=殊勲賞、技=技能賞 その他：★=金星 番付階級：幕内 - 十両 - 幕下 - 三段目 - 序二段 - 序ノ口 幕内序列：横綱 - 大関 - 関脇 - 小結 - 前頭（「#数字」は各位内の序列） |                           |                           |                         |                             |                           |                             |

## 改名歴
- 菊島（きくしま）1980年3月場所～同年11月場所
- 鸞山（らんざん）1981年1月場所～1982年3月場所
- 花光 行秀（はなひかり ゆきひで）1982年5月場所～1986年1月場所
- 秀ノ花 行秀（ひでのはな ゆきひで）1986年3月場所～1994年3月場所